# Kuusalu küla
Kuusalu küla est un village de la paroisse de Kuusalu dans le nord de la région de Harju en Estonie. Au 1er janvier 2012, sa population était de 234 habitants.